# Archipiélago de los Colorados
El archipiélago de los Colorados, también llamado archipiélago de Santa Isabel o archipiélago de Guaniguanico es una cadena de islas y cayos de Cuba en el noroeste de su costa. 
El mar que rodea las islas se utiliza principalmente para la pesca con captura comercial de langosta, esponjas, ostras, el pargo y el atún. El turismo también es desarrollado en cayos como Cayo Levisa, que posee playas de arena blanca, así como el snorkel y buceo que también atraen turistas.

## Geografía

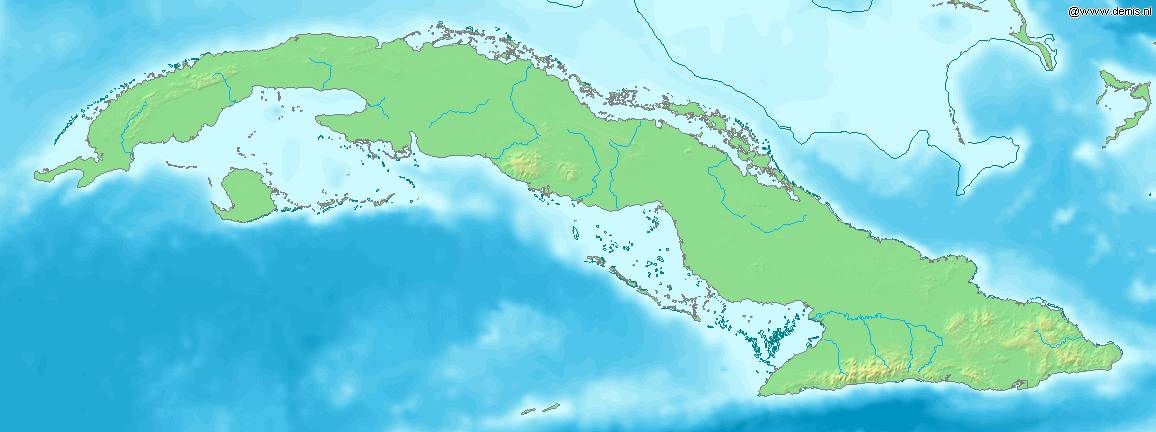
El archipiélago de los Colorados tiene una extensión aproximada de 100 km (62 millas) de largo.

El archipiélago de los Colorados constituye una barrera de arrecifes situada frente a la costa septentrional de la provincia de Pinar del Río, frente al golfo de México, entre la bahía Honda (al norte de la homónima comunidad de Bahía Honda) y el cabo de San Antonio en la península de Guanahacabibes.
El archipiélago es de aproximadamente 100 km (62 millas) de largo y está compuesto de pequeños cayos como Cayo Levisa, Cayo Arenas, Cayo Jutías, Punta Tabaco, Cabezo Seco, Cayo Paraíso, Cayo Buenavista, Banco Sancho Pardo, Rapado Cayo Grande, Cayo Alacranes. El mar que rodea las islas está abierto hacia el norte, mientras que al sur es bordeado por bahías y estuarios, como San Felipe, Honda, Limones, Nombre de Dios, Santa Lucía, Playuelas, Verracos, Tortuga, y Catalanes La Mulata. Existe Un corredor navegable entre los arrecifes de barrera y la costa.